# Chémery-sur-Bar
Pour les articles homonymes, voir Chémery (homonymie).
Chémery-sur-Bar est une commune déléguée de Chémery-Chéhéry et une ancienne commune française, située dans le département des Ardennes en région Champagne-Ardenne.
Par arrêté no 2015-843 du 29 décembre 2015, à compter du 1er janvier 2016, Chémery-sur-Bar fusionne avec Chéhéry pour créer la commune nouvelle de Chémery-Chéhéry.Les habitants de Chémery-sur-Bar sont les Chémerytons et les Chémerytones.

## Géographie

### Hydrographie
- Rivière la Bar.
- Canal des Ardennes.

## Toponymie
- Chemery en 1793 et 1801, Chémery-sur-Bar en 1959[2].

La Bar est une rivière du département des Ardennes, affluent en rive gauche de la Meuse.

## Histoire
- Les Coucy sont les seigneurs de Chémery, vers 1215, depuis Thomas de Coucy seigneur de Vervins, jusqu'à Jean de Coucy mort en 1588. C'est par ses filles que la seigneurie passe dans d'autres familles[3].Le château de Chémery-sur-Bar a disparu.
- Le 14 mai 1940, pendant la bataille de France, les Allemands de la 1. Panzer-Division de Friedrich Kirchner qui traverse la Meuse au niveau de Sedan, s'emparent de Chémery défendue par des éléments de la 5e division légère de cavalerie[4] du général Chanoine, où ils subissent ensuite des pertes par leur propre aviation (Luftwaffe) qui bombarde le village alors qu'il est entre leurs mains[4].

- Le 25 avril 1959 Chémery devient Chémery-sur-Bar.
- Le 17 octobre 1964, la commune de Connage et celle de Chémery-sur-Bar fusionnent.
- En 1966, la commune de Malmy fusionne à son tour à celle de Chémery-sur-Bar.

## Politique et administration

### Liste des maires
| Période                                  | Période  | Identité                    | Étiquette | Qualité                                              |
| ---------------------------------------- | -------- | --------------------------- | --------- | ---------------------------------------------------- |
| 2020                                     | en cours | Bernard Riclot              |           | Maire de Chémery-Chéhéry                             |
| 2014                                     | 2020     | Etienne Welter              |           |                                                      |
| 1995                                     | 2014     | Jean-Marie Hanin            | DVD       |                                                      |
|                                          | 1995     | François Guillaume          | UDF       | Conseiller général du Canton de Raucourt (1985-1992) |
| 1947                                     |          | Marcel Grosselin            |           |                                                      |
| 1945                                     |          | Félix Auguste Guillaume     |           |                                                      |
|                                          | 1945     | Jean-Baptiste Edouard Posta |           |                                                      |
| 1935                                     | 1940     | Raymond Posta               |           |                                                      |
| 1908                                     | 1935     | Félix Auguste Guillaume     | Radical   | Conseiller général du Canton de Raucourt (1925-1933) |
| 1903                                     | 1908     | Charles Alfred Millard      |           |                                                      |
| 1901                                     | 1903     | Emile Gustave Guillaume     |           | notaire                                              |
| Les données manquantes sont à compléter. |          |                             |           |                                                      |

| Période                                  | Période | Identité                            | Étiquette | Qualité                     |
| ---------------------------------------- | ------- | ----------------------------------- | --------- | --------------------------- |
| Les données manquantes sont à compléter. |         |                                     |           |                             |
| 1885                                     | 1901    | Louis Victor Mahiet                 |           | conseiller d'arrondissement |
| 1878                                     | 1884    | Louis Hippolyte Pimpernelle         |           |                             |
| 1872                                     | 1878    | Pierre Pingard                      |           |                             |
| 1865                                     | 1872    | Louis Félix Béchet baron de Léocour |           |                             |
| 1862                                     | 1865    | Jean Joseph Flandre                 |           |                             |
| 1855                                     | 1862    | Robert Delandhuy                    |           |                             |
| 1854                                     | 1855    | Louis Cahart                        |           | propriétaire                |
| 1848                                     | 1854    | Jean-Baptiste Champaux              |           | ancien notaire              |
| 1831                                     | 1848    | Jean-Baptiste Poursain              |           |                             |
| 1830                                     | 1831    | Jean Adrien Victor Garnier          |           |                             |
| 1813                                     | 1830    | Jean-Baptiste Aublin                |           |                             |
| 1810                                     | 1813    | Gromaire                            |           |                             |
| 1808                                     | 1810    | Jean-Baptiste Herbin                |           |                             |
| 1802                                     | 1808    | François Ferandelle                 |           | marchand brasseur           |
| 1800                                     | 1802    | Nicolas Barré                       |           |                             |

## Population et société

### Démographie
L'évolution du nombre d'habitants est connue à travers les recensements de la population effectués dans la commune depuis 1793. À partir du 1er janvier 2009, les populations légales des communes sont publiées annuellement dans le cadre d'un recensement qui repose désormais sur une collecte d'information annuelle, concernant successivement tous les territoires communaux au cours d'une période de cinq ans. 
Pour les communes de moins de 10 000 habitants, une enquête de recensement portant sur toute la population est réalisée tous les cinq ans, les populations légales des années intermédiaires étant quant à elles estimées par interpolation ou extrapolation. Pour la commune, le premier recensement exhaustif entrant dans le cadre du nouveau dispositif a été réalisé en 2005,.
En 2013, la commune comptait 437 habitants, en évolution de −2,02 % par rapport à 2008 (Ardennes : −1,26 %, France hors Mayotte : +2,49 %).
| 1793 | 1800 | 1806 | 1821 | 1831 | 1836 | 1841 | 1846 | 1851 |
| ---- | ---- | ---- | ---- | ---- | ---- | ---- | ---- | ---- |
| 523  | 564  | 616  | 628  | 656  | 709  | 759  | 770  | 702  |

| 1866 | 1872 | 1876 | 1881 | 1886 | 1891 | 1896 | 1901 | 1906 |
| ---- | ---- | ---- | ---- | ---- | ---- | ---- | ---- | ---- |
| 742  | 709  | 726  | 641  | 571  | 529  | 517  | 467  | 431  |

| 1911 | 1921 | 1926 | 1931 | 1936 | 1946 | 1954 | 1962 | 1968 |
| ---- | ---- | ---- | ---- | ---- | ---- | ---- | ---- | ---- |
| 413  | 401  | 404  | 396  | 378  | 300  | 318  | 333  | 406  |

| 1975 | 1982 | 1990 | 1999 | 2005 | 2010 | 2013 | - | - |
| ---- | ---- | ---- | ---- | ---- | ---- | ---- | - | - |
| 373  | 403  | 418  | 437  | 444  | 436  | 437  | - | - |

## Économie
- Exploitations agricoles.

## Culture locale et patrimoine

### Lieux et monuments
- Église Saint-Sulpice de Chémery-sur-Bar : église romane du XIIe siècle, abritant un autel du XVIe siècle, venant de la Chartreuse du Mont-Dieu. L'édifice est classé monument historique en 1920[11].
- Sa halle du XIXe siècle servant de marché couvert.
- Ses maisons de caractère ardennais du XVIe siècle et XVIIIe siècle.
- À Malmy, hameau rattaché à la commune, il faut signaler également l'église Notre-Dame de Malmy du XIIe siècle, dressée en plein champ. L'édifice est inscrit au titre des monuments historiques en 1958[12].

Dans les Ardennes, parmi quelque cinq cents églises, il y a une trentaine d’églises romanes. Elles sont situées entre les deux voies romaines, soit entre la Vence et la Bar : Cheveuges, Baâlons, Poix-Terron, Warcq. Le terme « roman » sert à définir un style architectural présent du IXe – Xe siècle au XIIIe siècle.

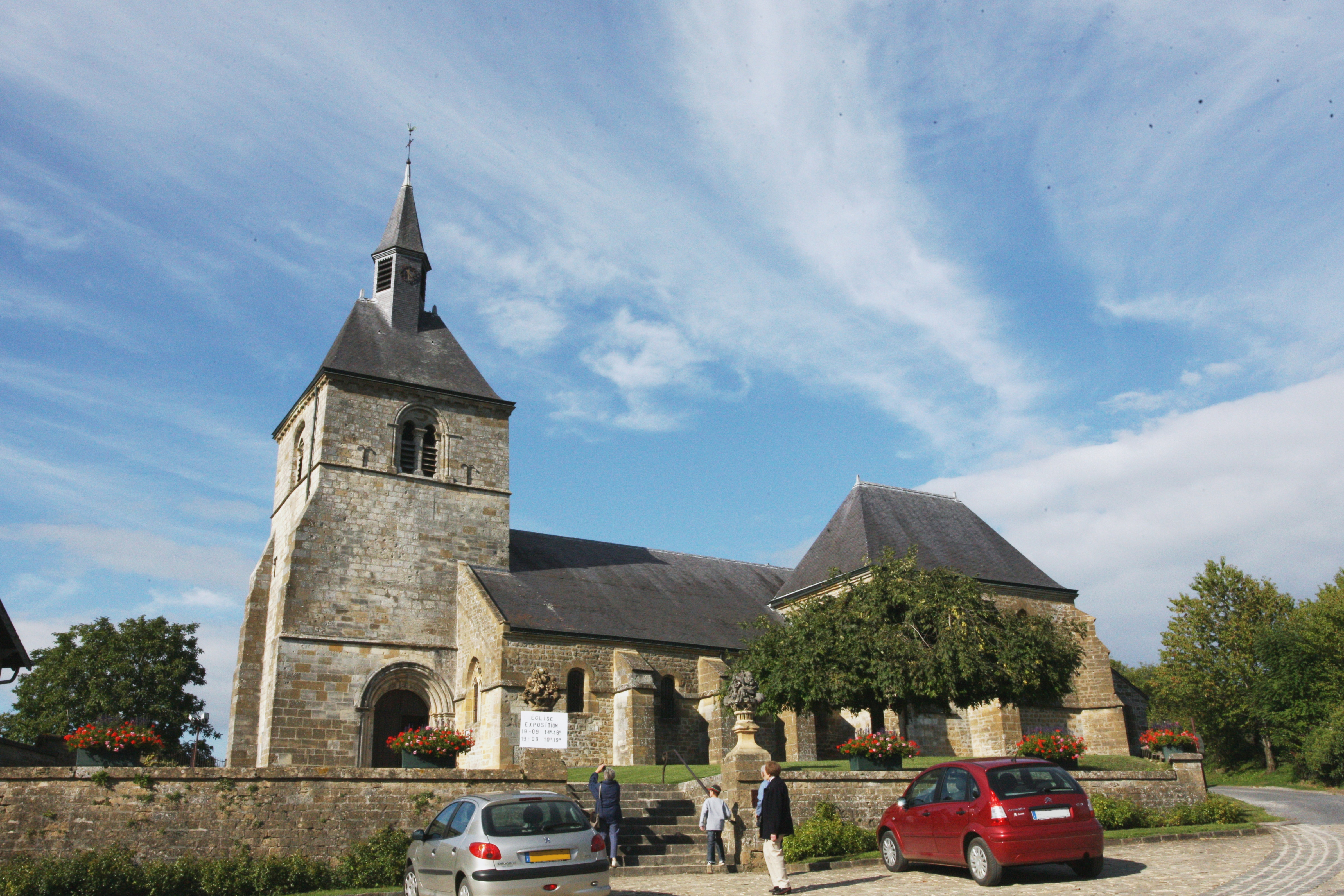
Église Saint-Sulpice à Chémery-sur-Bar.
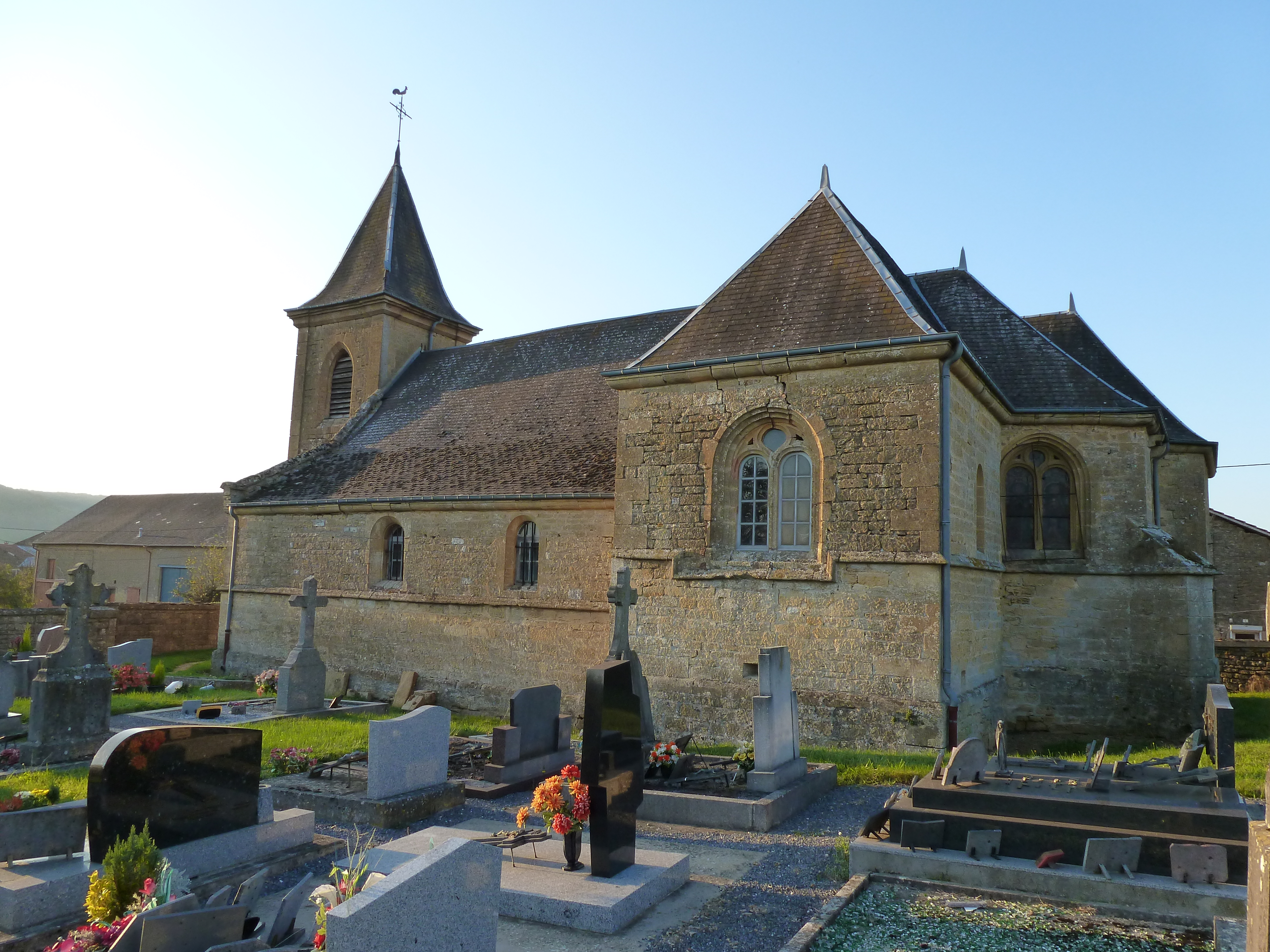
Église Saint-Barthélémy de Connage.
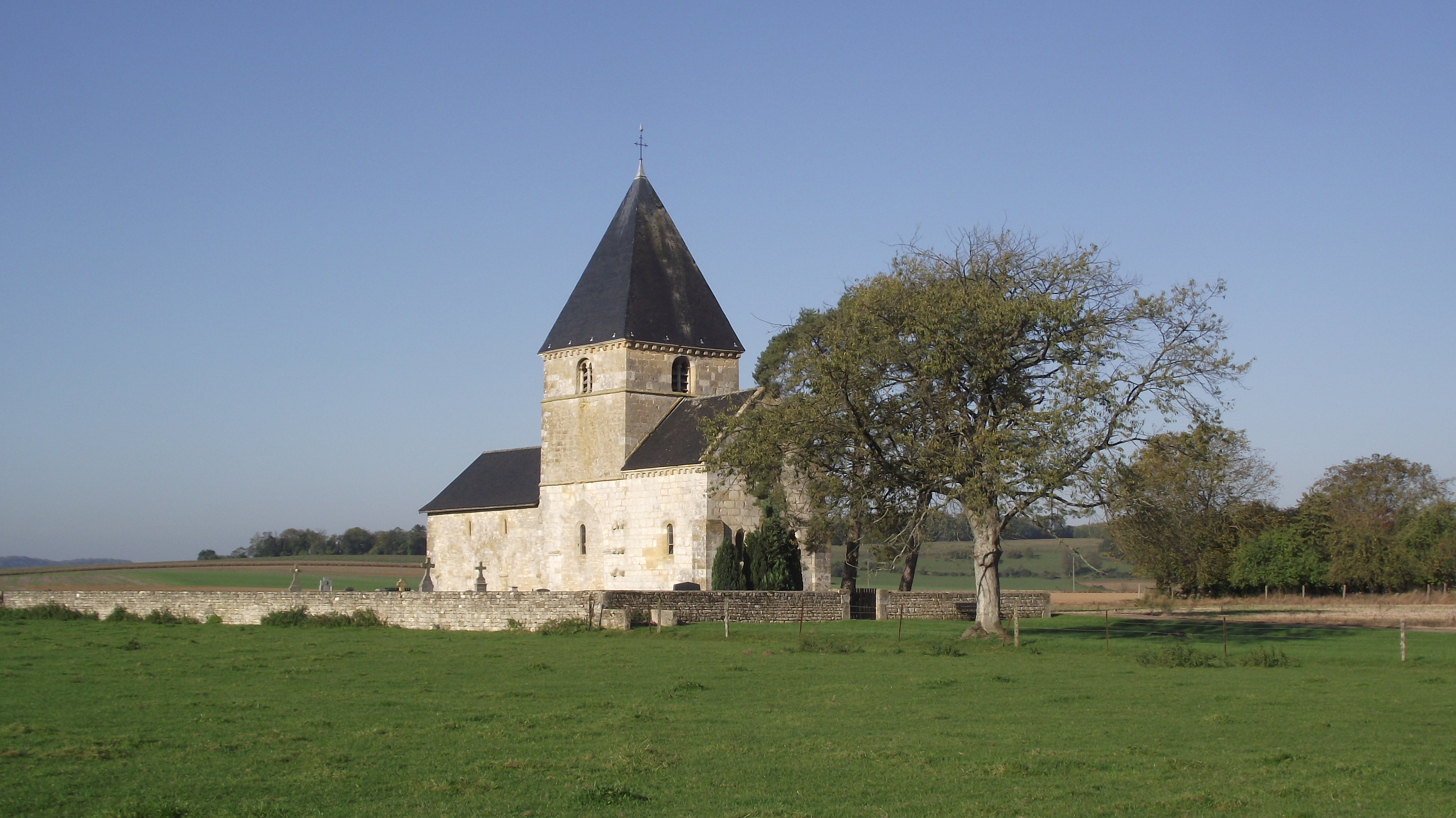
Église Notre-Dame de Malmy.

### Personnalités liées à la commune
- Guillemette de Coucy-Vervins (vers 1567 - 1630). Décédée à l'âge de 63 ans, le 13 novembre 1630 à Chémery. L'épitaphe gravée sur le socle de son monument funéraire précise que son corps repose à la gauche de l'autel de l'église de Chémery[13].

- Jean de Joyeuse (v.1638-1698), facteur d'orgues, y est né.

- Félicie Hervieu (1840-), femme politique, y est née.

- Robert Lassalle (1882-1940), homme politique, porté disparu, « Mort pour la France » le 14 mai 1940 aux combats de Chémery-sur-Bar.

### Héraldique
| Blason de Chémery-sur-Bar | Blason  | Menu-vairé de 6 tires d'argent et d'azur, les pots d'or pour les 2e et 5e tires, à la fasce de gueules chargée d'un lion léopardé d'argent brochant sur le tout. |
| Blason de Chémery-sur-Bar | Détails | Adopté le 24 février 1998. |